# Mursmäcka

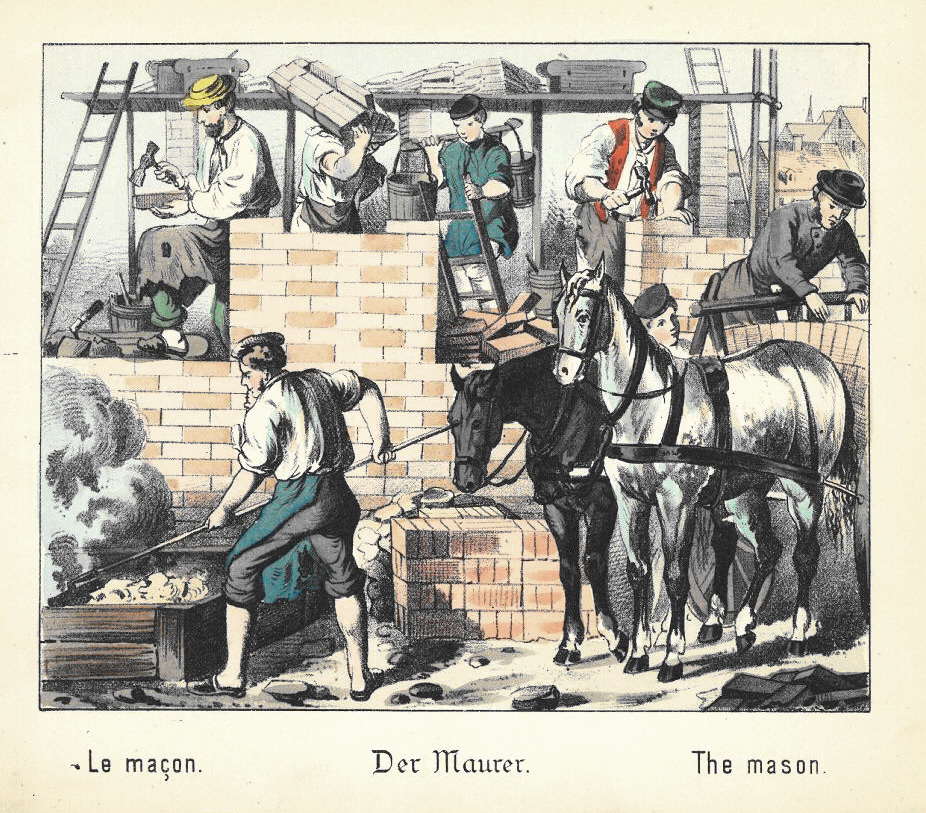
Murare med sina hantlangare: en bruksblandare vid laven, en hästskjuts med tegel och i mitten överst en tegelbärare och en bruksbärare. Bruksbärarna var på 1800-talet ofta kvinnor, s.k. mursmäckor. Tysk teckning från 1880.

En mursmäcka (även bruksmäcka och smäcka) är en äldre benämning på en murarhantlangerska,  en kvinnlig byggnadsarbetare vars arbetsuppgift var att bära murbruk till murarna på en byggarbetsplats. 

## Yrkesbeskrivning
En murare behövde flera hantlangare i sitt arbetslag: en som gjorde bruk, en bruksbärare, en tegelbärare, och vid putsning en bruksgörare.  
På 1800-talet var det ofta kvinnorna som stod för murbrukstillverkningen. Den som hade hand om tillredning av bruk kallades åltmor eller lavmor. Vid 1900-talets början övertog männen denna syssla och kallades då kalkbas. I brukstillverkningen blandades kalk och vatten i laven, en stor träbalja, och därefter släpptes kalkvattnet till en mindre lave där sand tillsattes till färdigt murbruk.
Mursmäckorna bar bruket i träämbar eller hinkar från laven till muraren. Ämbaren bars på ok på axlarna och vägde runt 60 kilo. Bruket bars i lag – första laget gick från laven en våning upp, andra laget bar bruket ytterligare en våning, och så vidare, till sista laget som tömde bruket i murarnas baljor. Vandringen uppåt gick på utvändiga träställningar och landgångar. Den sista turen var den minst omtyckta eftersom händerna brändes av kalken vid tömning av ämbaren.
Arbetet var tungt, riskfyllt och dåligt avlönat.

## Historia

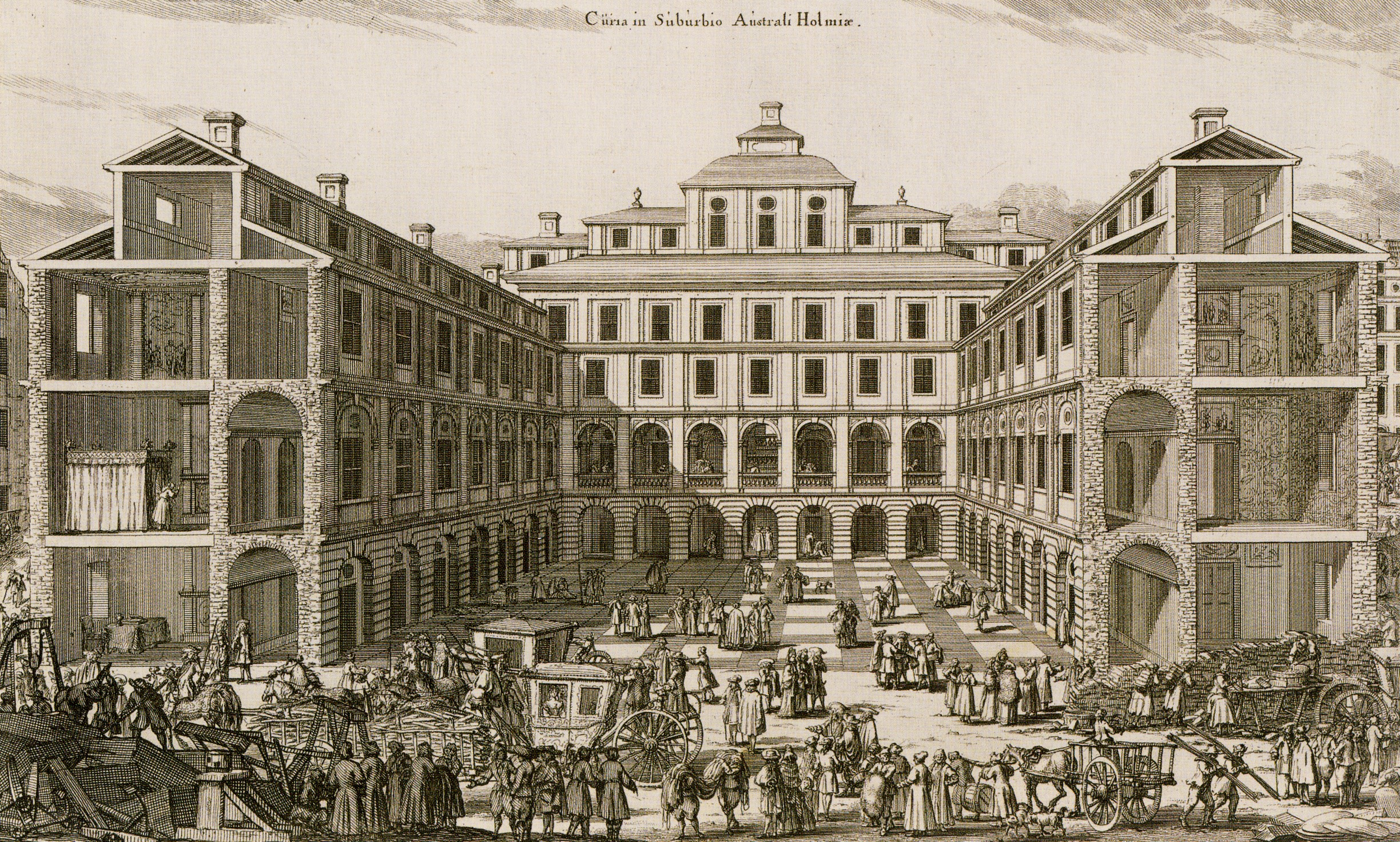
Södra stadshuset, Stockholm, kopparstick från 1691. Klicka på bilden för högre upplösning.

Yrket mursmäcka eller bruksmäcka finns skriftligt belagt från 1830-talet, men är förmodligen äldre. I planschverket Suecia antiqua et hodierna finns ett kopparstick från 1691 av Stockholms Södra stadshus (idag Stockholms Stadsmuseum) där man på höger sida ser murare och hantlangare i arbete. Figurerna vid arbetsbänken och laven anses föreställa kvinnliga arbetare (se bild t.h.).
Under 1700-talet finns ett flertal kvinnor nämnda som grovarbetare i avlöningslistor för byggen och vid 1800-talet mitt var de en vedertagen del av arbetsstyrkan, många av murarhantlangarna var då kvinnor. 
Det var framförallt i de större städerna i Mellansverige man fann bruksmäckor, vanligast var de i Stockholm där stora husbyggen pågick. Under byggboomen på 1880-talet fanns det omkring 200 verksamma mursmäckor i Stockholm, de flesta inflyttade från andra delar av landet.
Efter sekelskiftet 1900 minskade andelen kvinnliga arbetare på byggen. 1904 infördes Gemensamhetsackordet för bruksbärningen som innebar att förutom en grundlön prissattes de olika arbetsmomenten och ersättningen delades mellan arbetarna i arbetslaget. Detta gav bättre förtjänst än tidigare, förutsatt att alla orkade hänga med i lagets arbetstakt. Följden blev att männen inte gärna hade kvinnor i laget.
Byggnadsverksamheten upphörde nästan helt vid Första världskrigets utbrott 1914 och när den åter kom igång fanns det gott om billig, manlig arbetskraft. Efter den svåra arbetslösheten gavs företräde åt männen.
Den sista yrkesverksamma mursmäckan i Stockholm slutade 1922.

## Social situation
Bruksmäckans yrke var ett utpräglat säsongsarbete, byggsäsongen varade i stort sett endast april–oktober. De flesta var arbetslösa flera månader per år eller lyckades få tillfälligt arbete som städerskor och tvätterskor. Ibland fanns det vintertid tillfälle till arbete vid rivningar av hus då de ”rengjorde” tegel och sten för återanvändning.
Bruksmäckorna hade lågt socialt anseende – de var outbildade, grovarbetare, tillhörde de lägst avlönade arbetarna och var utsatta för arbetslöshet. 
De var fattiga och bodde trångt. Och liksom andra kvinnliga arbetare vid denna tid utsattes bruksmäckorna för antydningar om osedligt leverne.
I en undersökning av Johan Leffler publicerad 1897 där 80 bruksmäckor i Stockholm intervjuats framgår det att många var ogifta och ensamstående mödrar; 60 % ogifta, 23 % gifta, 16 % änkor eller skilda. Av de ogifta hade 25 % barn. Många ogifta kvinnor levde i olegaliserade så kallade Stockholmsäktenskap. 
Bruksmäckorna arbetade tolv timmar per dag, sex dagar i veckan, ofta med obetald övertid. 1891 tjänade de 14 öre i timmen och runt 300–450 kronor per år. En årsinkomst på 400 kronor bör ha varit självförsörjande om än med många och svåra umbäranden. Som jämförelse kan nämnas att ett kilo kött kostade 80 öre, ett kilo smör 2:20 kronor, en liter mjölk 5 öre, spisbröd 30 öre per kilo, fem kast (20 stycken) strömming 20 öre.

## Citat om mursmäckornas arbete
Så här beskriver en ”Murargrabb” brukssmäckornas arbete i tidningen ”Under röd flagg” 1891:
“Å flickorna knogar å bär på sina trådrullar (ok & ämbar) – för 14 öre i timmen – så ryggen kan gå ur le på di stackarna. Di bär i fyra lag: den första går från laven å en trappa upp, den andra å den tredje hvar sin två trappor upp, å den fjärde går omkring å tömmer – ett djävla göra att förstöra händerna. Å ta emot allt ovett sen! Därför tura flickorna också me de. En å annan gång ve ombytena kan de komma åt att räta på ryggen eller säja varann några ord, men d’ä inte ofta.” 

## Mursmäckornas strejk 1888

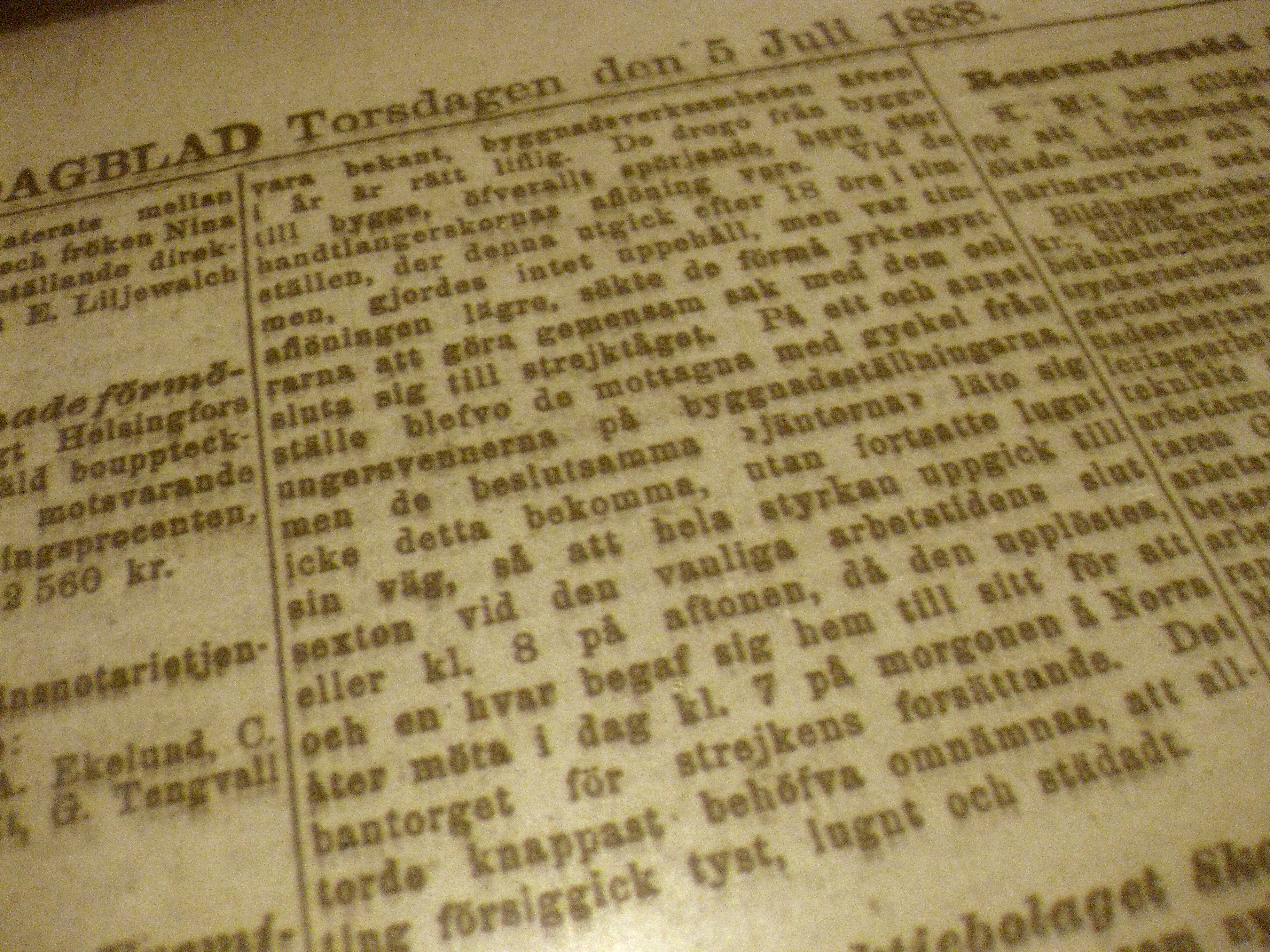
Nyhetsnotis om “hantlangerskornas“, mursmäckornas, strejk i Stockholms Dagblad torsdagen den 5 juli 1888.

I juli 1888 genomförde mursmäckorna i Stockholm en uppmärksammad strejk. Det var en spontan strejk och syftet var att förbättra lönevillkoren för denna icke fackföreningsanslutna yrkesgrupp. Troligen hade mursmäckorna i Stockholm blivit inspirerade av en hantlangarstrejk vid Johannes kyrkobygge två veckor tidigare som fått en lyckosam utgång.
Den 4 juli inleddes strejken vid ett bygge på Fleminggatan på Kungsholmen sedan arbetsgivaren vägrat gå med på mursmäckornas begäran om löneförhöjning från 16 till 18 öre per timme. Svenska Dagbladet beskriver skeendet i ett referat: “Arbeterskorna vid byggena på Kungsholmen ha i går börjat strejka. De ha fortsatt till Vasastaden och taga der varande arbeterskor med sig. Meningen är att som i dag fortsätta till byggena i andra delar av staden. Deras begäran är att få avlöningen höjd till 18 öre i timmen, för närvarande betalas 16 eller 17 öre per timme. Arbetstiden är 12 timmar per dygn. Hittills har inga oordningar förefallit. Detektiv och uniformerad polis åtföljer det qvinnliga tåget.” Andra medier talade om en lönehöjning från 15 till 18 öre.
Trots att det var en relativt obetydlig strejk fick den uppmärksamhet i pressen, troligen på grund av att de strejkande var kvinnor. Aftonbladet kallar den ”Stockholms första qvinnostrejk” och Svenska Dagbladet ”Fruntimmerstrejken”.
Efter tre dagars strejk accepterade byggmästarna kvinnornas lönekrav, strejken avblåstes och arbetet på byggena återupptogs. Men efter ett par år sänktes lönen till 14 öre per timme på grund av konjunktursvackan vid 1890-talets början.
Mursmäckorna kom senare att tillhöra Murararbetarmännens fackförening som bildades 1897.